# Линдау
Линдау (на немски: Lindau, преди Lindau im Bodensee, на алемански: Linda или Linde[n]) е голям окръжен град в баварския регион Швабия в Германия с 24 487 жители (към 31 декември 2011).
Градът е до 1806 г. свободен имперски град. Намира се на източния бряг на Боденското езеро в триъгълника Германия–Австрия–Швейцария.
Историческият център на града е един остров в езерото с площ от 0,68 км² с около 3000 жители.
Линдау e споменат за пръв път през 882 г. в документ от един монах от Сент Гален.